# 新霍緬基
48°40′31″N 28°12′47″E / 48.67528°N 28.21306°E
新霍緬基（烏克蘭語：Нові Хоменки）是烏克蘭的村落，位於該國西南部文尼察州，由日梅林卡區負責管轄，面積61.6平方公里，海拔高度276米，2001年人口308，人口密度每平方公里61.6人。